# Hurt Me
Hurt Me – czwarty album Johnny’ego Thundersa, wydany w 1984 roku przez wytwórnię New Rose Records. Płyta zawiera utwory w wersjach akustycznych.

## Lista utworów
1. "Sad Vacation" (Johnny Thunders) – 2:17
2. "Eve of Destruction" (P.F. Sloan) – 1:20
3. "Too Much Too Soon"(Sylvain Sylvain/Johnny Thunders) – 1:08
4. "Joey Joey" (Bob Dylan/Levy) – 2:12
5. "I'm a Boy, I'm a Girl" (Johnny Thunders) – 2:26
6. "Go Back to Go" (Sylvain Sylvain/Johnny Thunders) – 1:15
7. "I Like to Play Games" (Johnny Thunders) – 2:02
8. "Hurt Me" (Richard Hell/Johnny Thunders) – 3:12
9. "Illagitammate Son of Segovia" (Johnny Thunders) – 3:00
10. "It Ain't Me Babe" (Bob Dylan) – 0:22
11. "Diary of a Lover" (Johnny Thunders) – 2:49
12. "I'd Rather Be With the Boys (Than Girls Like You)" (Kent/Andrew Loog Oldham/Cliff Richard) – 1:57
13. "You Can't Put Your Arms Round a Memory" (Johnny Thunders) – 2:54
14. "(She's So) Untouchable" (Johnny Thunders) – 2:30
15. "Ask Me No Questions" (Johnny Thunders) – 2:05
16. "She's So Strange" (Johnny Thunders) – 1:41
17. "Lonely Planet Boy" (David Johansen/Johnny Thunders) – 1:38
18. "M.I.A." (Johnny Thunders) – 1:37
19. "Cosa Nostra" (Johnny Thunders) – 1:19

## Skład
- Johnny Thunders – wokal, gitara